# Grumello del Monte
Grumello del Monte [ɡɾuˈmɛlːo delˈmonte] (Grömèl del Mùt [ɡɾøˈmɛl dɛlˈmut] in dialetto bergamasco) è un comune italiano di 7 649 abitanti della provincia di Bergamo in Lombardia.
Situato ai piedi delle prime propaggini collinari delle Orobie, in Valcalepio, dista circa 19 chilometri ad est dal capoluogo orobico.

## Origini del nome
Il toponimo del paese deriva da una parola latina, grumus, che significa "collina", "piccola montagna", da cui il diminutivo Grumulus. A sostegno di questa teoria sono altri esempi nella bergamasca, riferiti a luoghi in prossimità di colli o montagne: Gromo, nell'alta val Seriana, e Gromlongo, frazione di Palazzago. 

Soltanto in epoca più tarda è stata aggiunta la dicitura "del Monte", per distinguerlo dall'ex-comune di Grumello del Piano, oggi quartiere della città di Bergamo.

## Storia
I primi insediamenti umani nel territorio risalgono al periodo paleolitico, come testimoniano alcuni reperti archeologici rinvenuti nella zona pedecollinare del paese.

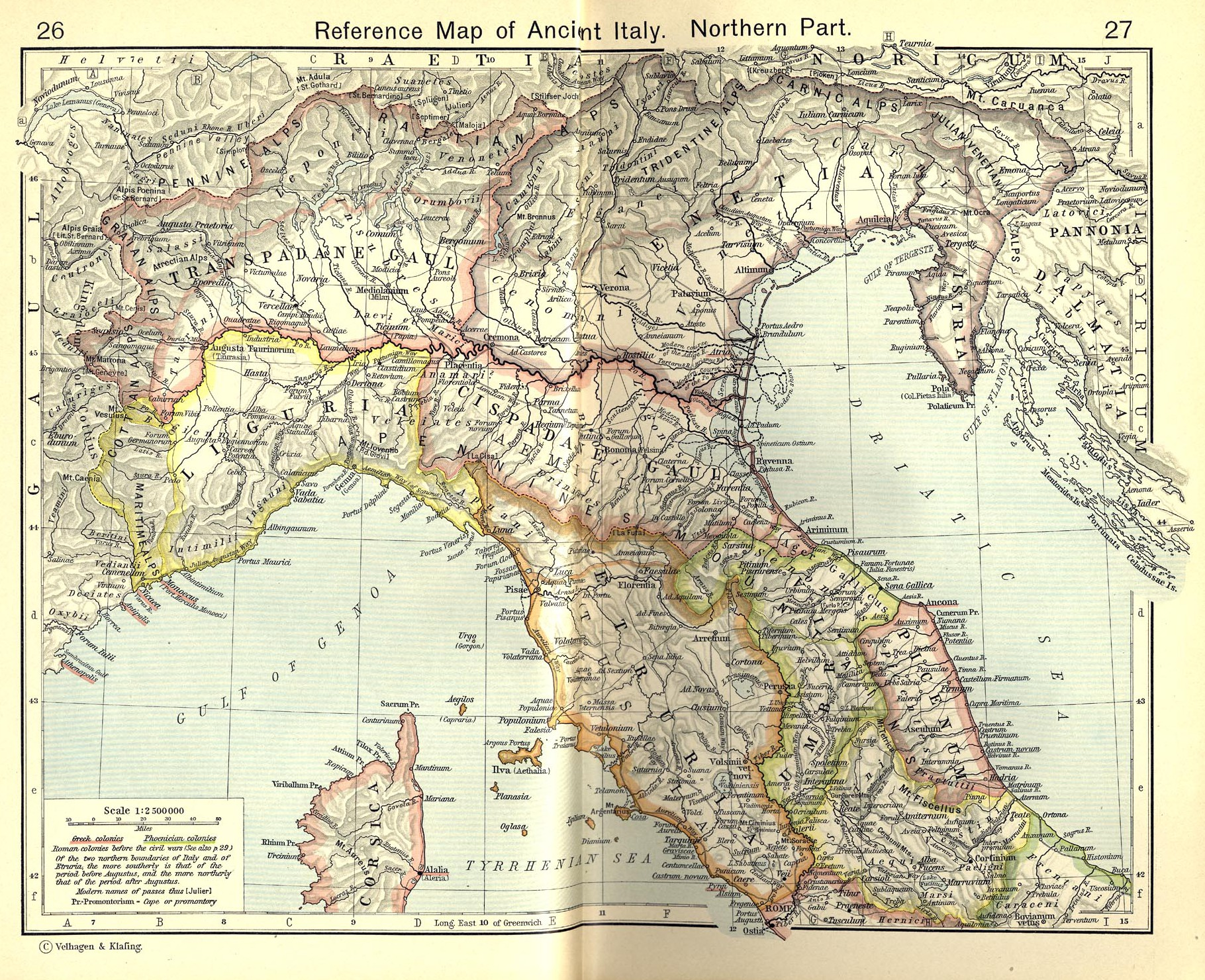
L'Italia settentrionale (ex Gallia Cisalpina) fu divisa da Augusto in quattro regioni intorno al 7 d.C.: Regio VIII Aemilia, Regio IX Liguria, Regio X Venetia et Histria e Regio XI Transpadana

Abitata da popolazioni galliche, dopo la conquista romana nel II secolo a.C. la zona di Grumello, inclusa nella Gallia Cisalpina, cominciò il suo primo sviluppo. Situato sulla strada di collegamento tra le città di Bergamo e Brescia, e vicino ad un'altra che permetteva di raggiungere la Franciacorta, il luogo risentì di una discreta crescita economica dovuta ai commerci, cominciando ad assumere le sembianze di un piccolo borgo.
Nella ripartizione dell'Italia operata da Augusto, Grumello era inclusa nella Regio XI Transpadana.
Alla caduta dell'Impero, la successiva dominazione Longobarda nel Ducato di Bergamo non ha lasciato memorie apparenti anche se, per la zona di Grumello, si può ipotizzare una continuità di economia agricola e commerciale.
Sconfitti i Longobardi il territorio è parte del Regno d'Italia dell'Impero carolingio.
Tra i primi documenti in cui il nome del paese il più importante è indubbiamente quello in cui il cardinale bergamasco Guglielmo Longhi, morto ad Avignone nel 1319, cita il paese di Grumulus.
Nel Medioevo Grumello risentì a lungo delle lotte di parte tra gli abitanti del paese, di parte guelfa, e i ghibellini del lago d'Iseo. Proprio per questo gli abitanti decisero di dotarsi di un castello e di una torre d'avvistamento a scopo difensivo. La costruzione, che sovrasta il paese, risalirebbe attorno al X secolo, anche se al riguardo mancano documenti certi. Come non vi sono documenti che attestino di particolari scontri o eventi significativi in tale epoca. 
L'edificio, catalogato nel complesso dei Beni culturali della Lombardia, è detto Castello dei Gonzaga, dal nome di un ramo cadetto della famiglia che in passato ne ebbe possesso.
Le vicende storiche di Grumello sono le stesse di Bergamo e del suo territorio, dalla Signoria Viscontea a quella veneziana, dal governo napoleonico a quello austriaco fino all'Unità d'Italia.
Nel 1854, con l'attivazione della linea Milano-Venezia, il paese viene raggiunto dalla ferrovia.
Nella seconda metà del XX secolo il comune di Grumello è ritornato ad assumere un ruolo importante nell'economia della zona, sia per la produzione vinicola che per l'insediamento di piccole e medie aziende industriali.

### Simboli
Lo stemma è stato concesso con regio decreto del 2 giugno 1927.
Il leone è ripreso dallo stemma dei Calepio (di rosso, al leone d'oro), che furono possidenti di questa terra fino al XVIII secolo.
Il gonfalone è un drappo interzato in fascia di rosso, di bianco e di azzurro.

## Monumenti e luoghi d'interesse

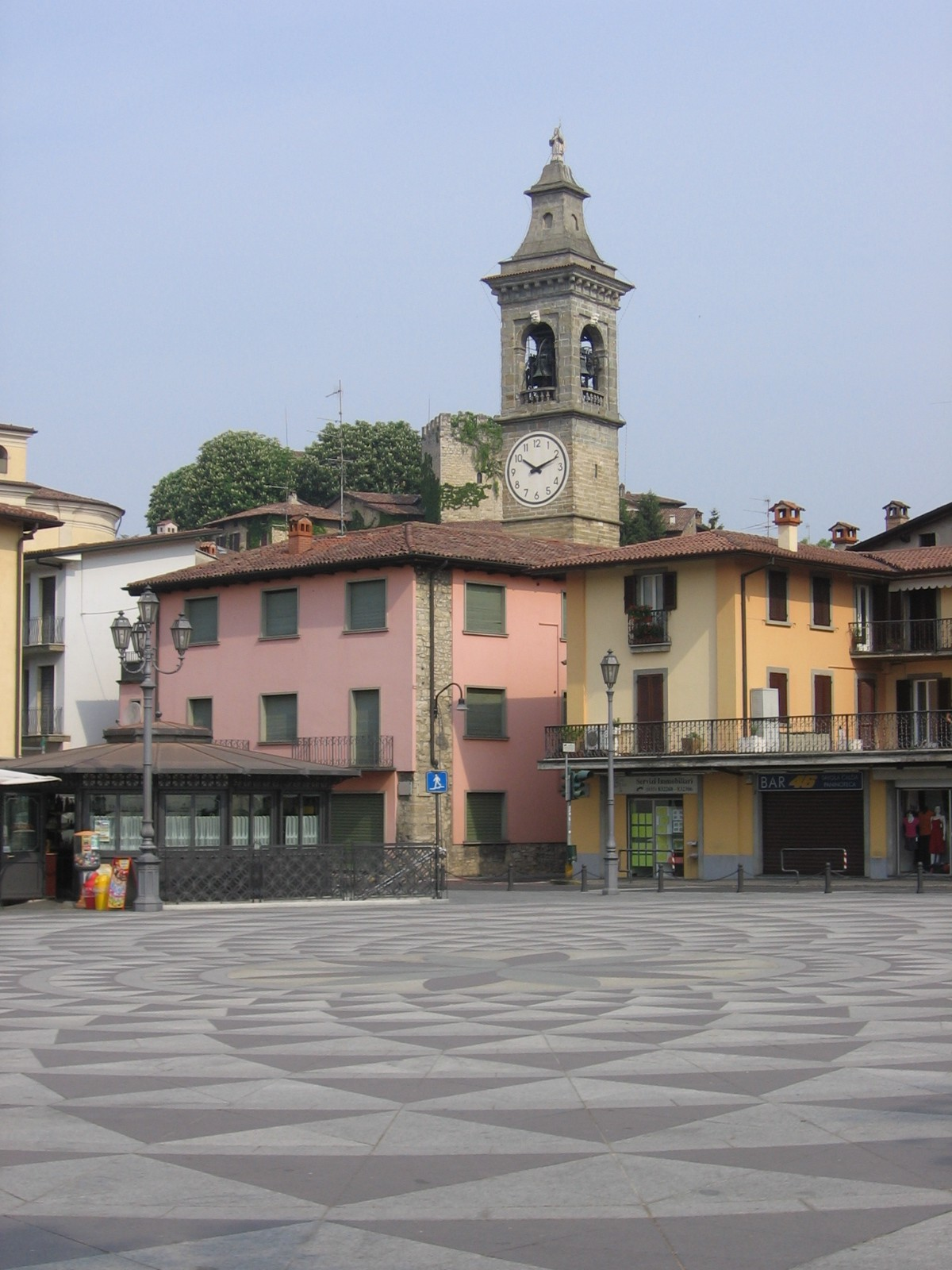
Il centro del paese
piazza Gabriele Camozzi

### Architetture civili

#### Castello di Grumello

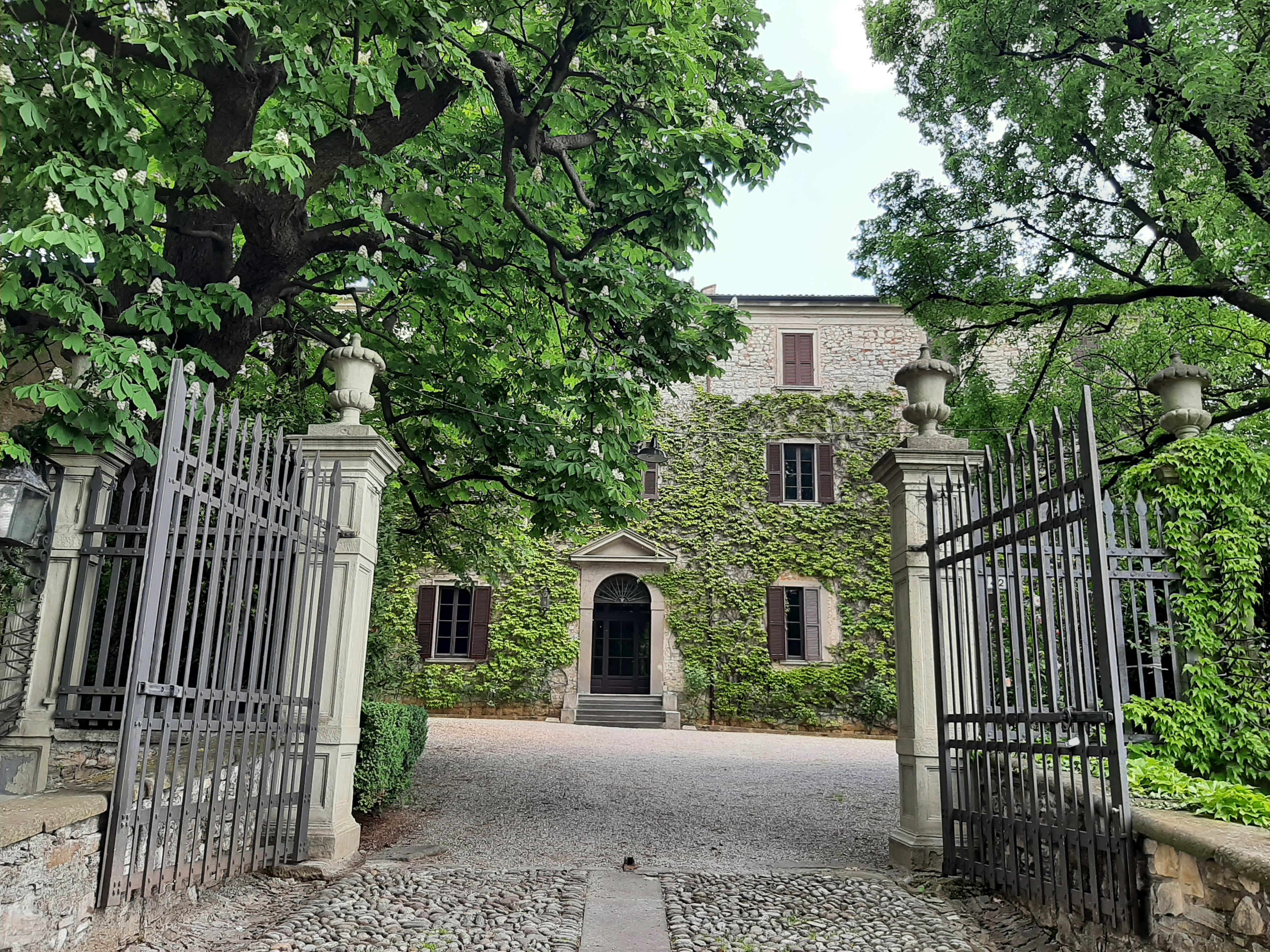
Castello di Grumello

Dominante sul paese è il castello, la cui costruzione medievale conserva la poderosa torre, la cinta muraria e la corte interna. 
Costruito nel XIII secolo come fortificazione militare, il castello costituì una postazione strategica durante le lotte che videro contrapposti dapprima guelfi e ghibellini e, successivamente, Ducato di Milano e Repubblica di Venezia. Al periodo medievale risalgono tanto la torre merlata (guelfa) e la sala delle guardie quanto le cantine e le prigioni.
Già proprietà del cardinale Guglielmo Longhi, il castello fu adibito a dimora già dal XV secolo, quando Bartolomeo Colleoni amava trascorrervi i suoi rari momenti di tempo libero. Dopo essere passato nelle mani dei Suardi e dei Del Carretto, il castello divenne proprietà di un ramo cadetto della nobile famiglia Gonzaga (precisamente: i Gonzaga di Vescovado).

### Le carceri
Quale sede della ex Pretura, Grumello del Monte era sede fino al 1973, di un carcere mandamentale. Quando la Pretura era insediata nell'antico palazzo dei conti Camozzi-Vertova, le carceri erano state ricavate in un'ala di quel vecchio stabile, precisamente dove ora è situata la cappella dell'istituto Palazzolo. Col trasferimento della Pretura, anche le carceri venivano realizzate in un edificio, sito tra la Pretura stessa e la ex caserma dei Carabinieri in via Aldo Moro. Storici custodi furono, fino al 1970, Alfonso Paris e la moglie Ida Ambrosini.
Con il provvedimento legislativo del 1973 le carceri mandamentali di Grumello del Monte vennero chiuse come molte altre. Al loro posto si trova la sede della scuola di musica del paese.

#### Altro
D'interesse generale è anche il nucleo storico, caratterizzato dalle antiche costruzioni in pietra locale che, negli esempi architettonicamente più importanti, sono corredate dei tipici atri a colonne in pietra di Sarnico e chiavi di volta scolpite come il palazzo Micheli.
Il Monumento ai caduti in piazza Camozzi è dello scultore Tobia Vescovi (1893-1978).

### Architetture religiose
Molti sono gli edifici religiosi degni di nota: in primo luogo la chiesa parrocchiale, dedicata alla Santissima Trinità ed edificata nel 1720 su progetto di Giovan Battista Caniana e che custodisce opere di notevole valore, come un polittico di Vittore Carpaccio, sculture di Andrea Fantoni, dipinti del Carobbio ed un organo del Serassi.
Altre chiese meritano menzione: il santuario della Madonna del Buon Consiglio, risalente al XV secolo, la chiesa di San Pantaleone ed il santuario del Calvario, queste ultime due poste sui colli circostanti.

## Geografia antropica

### Località
Sono parte del comune di Grumello del Monte le località :
- Boldesico
- San Pantaleone

## Economia

### Agricoltura

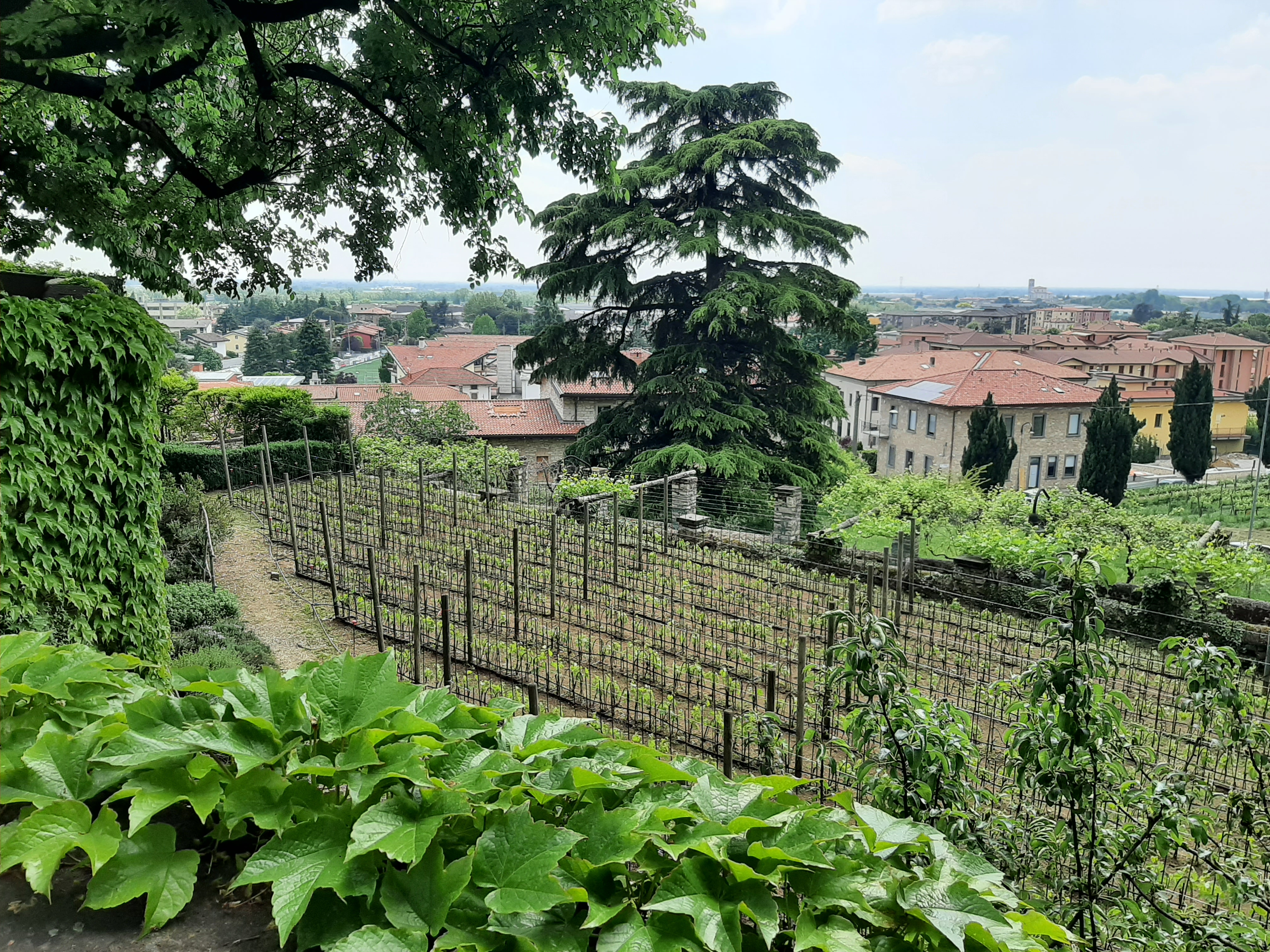
Vigneto nella tenuta Castello di Grumello

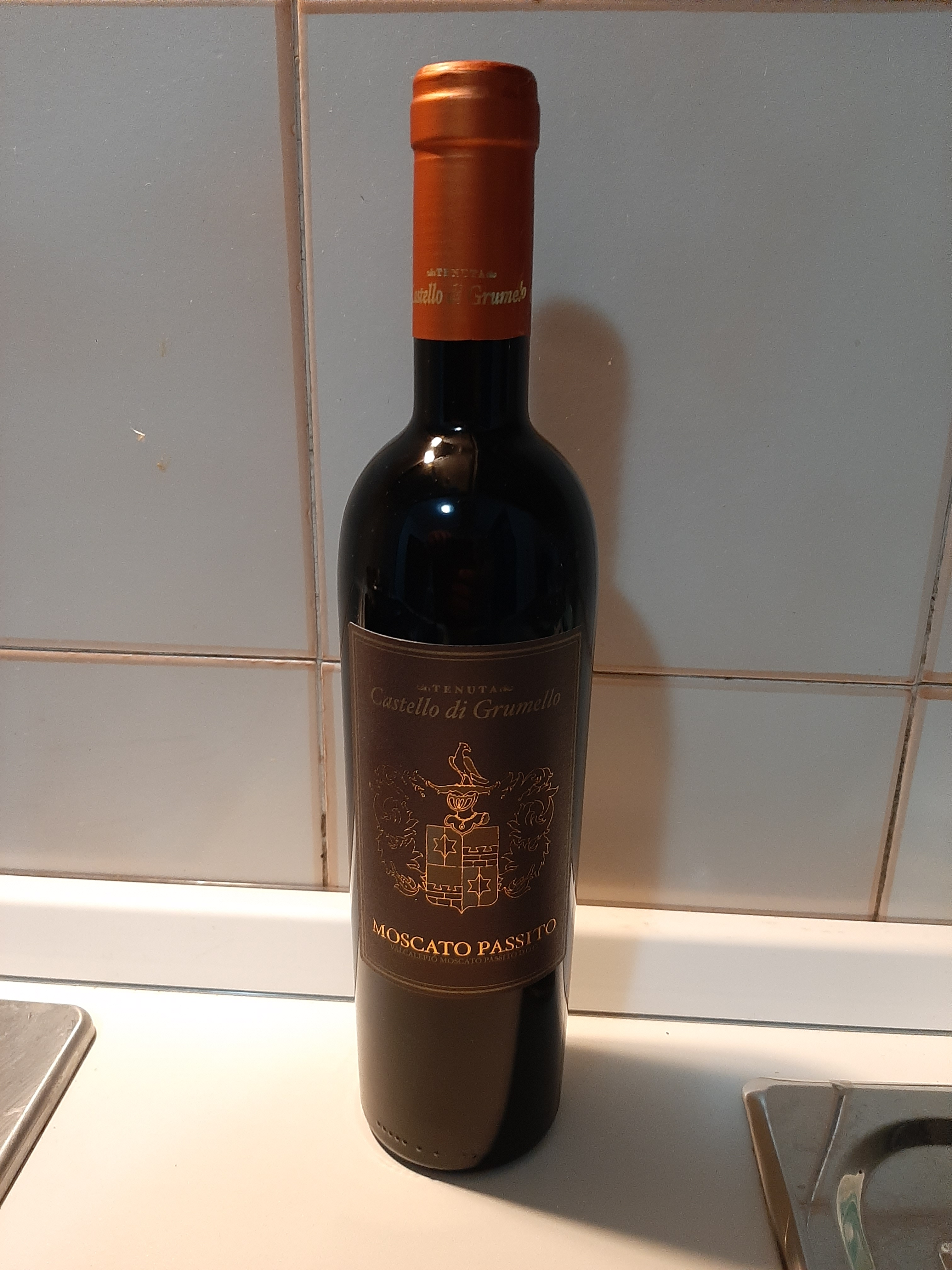
Valcalepio Moscato passito DOC della tenuta Castello di Grumello

Importante è la rivalutazione viticola dei colli, che ha portato alla costituzione di un consorzio per la tutela della produzione vinicola del Valcalepio, che ha conseguito il riconoscimento di "vino a Denominazione d'Origine Controllata".

### Industria
Nella cittadina ha sede una delle più importanti aziende del settore dell'arredamento: la Alias SpA, fondata nel 1979 a Grumello del Monte. Un'altra importante azienda è la Calisfer, specializzata nel restauro di campane e dei relativi castelli di sostegno.

## Infrastrutture e trasporti

### Strade
Nel territorio di Grumello del Monte è presente il casello Grumello dell'Autostrada A4 Torino-Trieste.

### Ferrovie
La stazione di Grumello del Monte si trova sulla linea ferroviaria che collega Lecco a Brescia.

## Amministrazione

### I sindaci (dal 1861 a oggi)
- Marchese Costanzo del Carretto
- Andrea Serughetti
- Giovanni Battista Piccinali
- Angelo Ravelli
- Francesco Gandossi
- Dario Goffarelli
- Lorenzo Belotti
- Alessandro Facheris
- Francesco Colpani
- Alessandro Azzoni
- Angelo Cattaneo
- Antonio Ghiradini
- Principe Gianmaria Gonzaga
- Giulio Paganini
- Narciso Spinetti
- Franco Lanzoni
- Zaccaria Patelli
- Dante Signorelli
- Luciano Libico
- Bruno Federici
- Giuliano Lanzini
- Alessandro Cottini
- Nicoletta Noris
- Simona Gregis
- Floriano Caldara

### Gemellaggi
- Eymet[senza fonte]
- Militello Rosmarino[senza fonte]

## Sport

### Calcio
La G.S. Grumellese Calcio è la principale squadra di calcio di Grumello del Monte. La società gioca le partite casalinghe nel centro sportivo comunale "Libico". Nella stagione 2014-2015 la squadra è stato promossa al campionato di Serie D.